# Naismith College Player of the Year
O Naismith College Player of the Year é um prêmio anual de basquetebol entregue pelo Atlanta Tipoff Club ao melhor jogador e jogadora de basquete universitário da temporada.
O prêmio tem este nome em homenagem ao inventor do basquetebol, em 1891, Dr. James Naismith.

## História e eleição
Primeiramente, o prêmio era somente entregue aos jogadores masculinos. Em 1983 se expandiu também ao terreno feminino.
Todo ano, antes do início da temporada universitária (em Novembro), um conselho de votantes do "Atlanta Tipoff Club" (composto por treinadores, administradores e membros da imprensa dos EUA) elegem uma lista de 50 jogadores. Em Fevereiro, a lista de candidatos se reduz a 30 jogadores em função do rendimento dos mesmos. Em Março, a lista se reduz a 4 atletas, que serão os finalistas. O vencedor é eleito em Abril pelo conselho de votantes e pelos público em geral. O mais votado recebe então o "Naismith Award".
Desde 1969, 44 jogadores masculinos e 30 femininos já ganharam este prêmio. Kareem Abdul-Jabbar de UCLA Bruins e Anne Donovan da Old Dominion Monarch foram os primeiros ganhadores, respectivamente. Bill Walton de UCLA e Ralph Sampson de Virginia Cavaliers são os únicos jogadores masculinos que ganharam o prêmio em mais de uma oportunidade (três vezes). No feminino, este número aumenta para 6 atletas. Cheryl Miller de USC Trojans é a maior vencedora com três conquistas. Os únicos freshmen (jogadores em seu primeiro ano) a ganharem o prêmio masculino são Kevin Durant, do Texas Longhorns, Anthony Davis, do Kentucky Wildcats, e Zion Williamson, do Duke Blue Devils. A única freshman a ganhar o prêmio feminino é Paige Bueckers, da UConn Huskies (Connecticut).
Apenas oito vencedores, sete homens e uma mulher, nasceram fora dos EUA: Alfred "Butch" Lee, de Puerto Rico, Patrick Ewing, da Jamaica, Tim Duncan e Aliyah Boston, das Islas Vírgenes de los Estados Unidos, Andrew Bogut, da Austrália, Buddy Hield, das Bahamas, Oscar Tshiebwe, da República Democrática do Congo, e Zach Edey, do Canadá. Pela lei dos EUA, os residentes nativos de Porto Rico e das Ilhas Virgens dos EUA são cidadãos dos EUA. Ewing emigrou para a área de Boston com sua família aos 11 anos e tornou-se cidadão americano enquanto jogava na Universidade de Georgetown. Hield jogou basquete colegial no Kansas,  Tshiebwe jogou basquete colegial na Virgínia e na Pensilvânia, e Edey jogou basquete colegial na Flórida.
"Duke Blue Devils" é a universidade com mais jogadores masculinos premiados (oito vezes). No feminino, "UConn Huskies" (Connecticut) lidera com seis premiações.

## Ganhadores

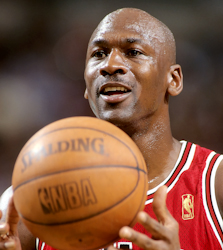
Michael Jordan, maior jogador de basquete da história. Vencedor em 1984

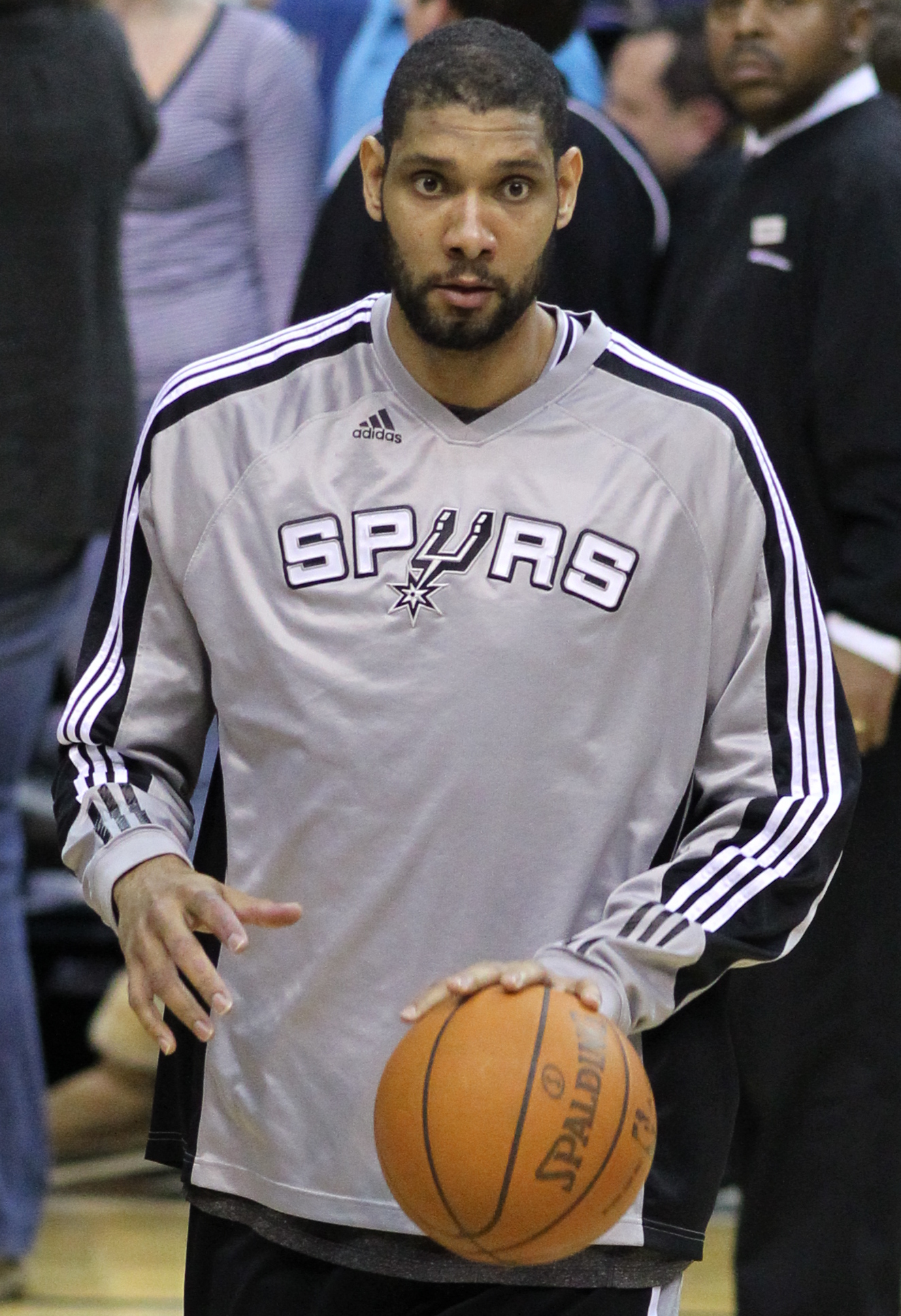
Tim Duncan, com a camisa do San Antonio Spurs. Ele foi eleito o "Atleta Colegial do ano" em 1997

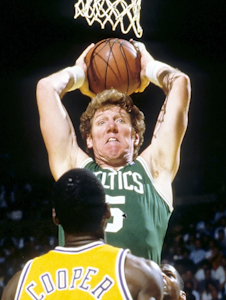
Bill Walton, maior vencedor, com 3 conquistas

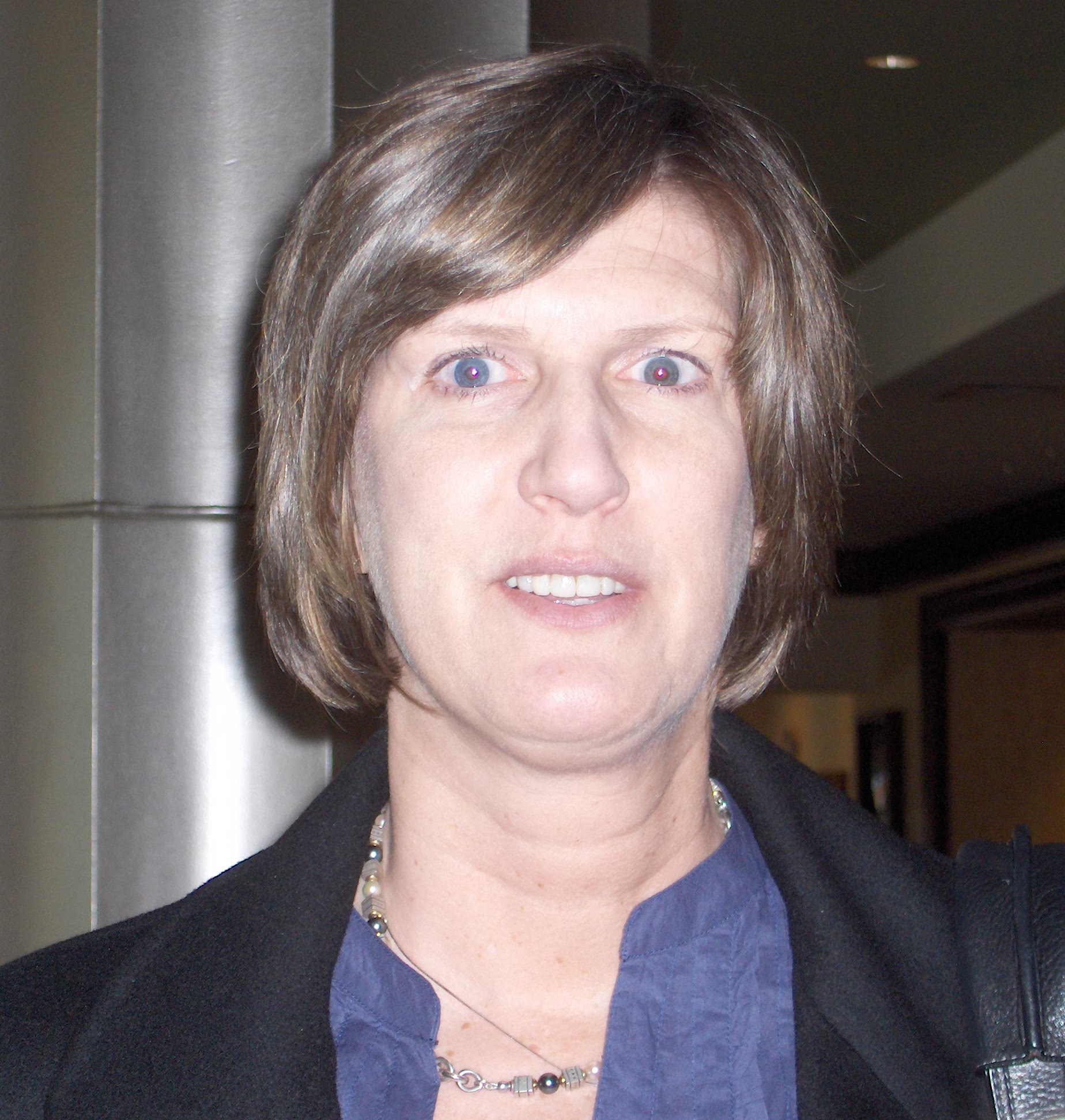
Anne Donovan, Bi-campeã Olímpica. Ela foi a primeira vencedora, em 1983

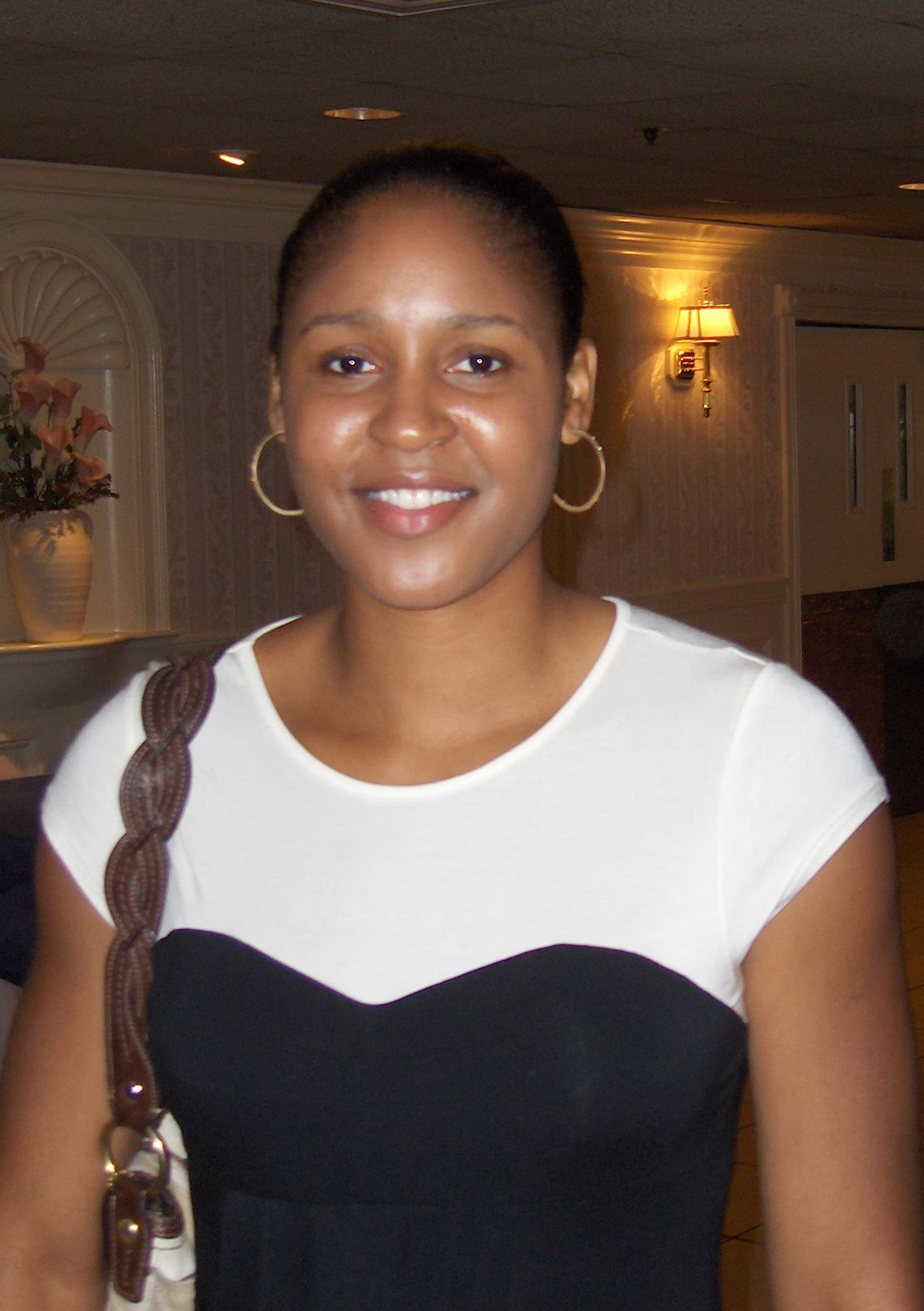
Maya Moore, vencedora em 2 oportunidades

| *           | Jogador incluído no Basketball Hall of Fame      |
| Jogador (X) | Denota o número de vezes que ganhou este prêrmio |

| Ano  | Jogador            | Universidade   | Posição        | Curso     |
| ---- | ------------------ | -------------- | -------------- | --------- |
| 1969 | Lew Alcindor*      | UCLA           | Center         | Senior    |
| 1970 | Pete Maravich*     | LSU            | Guard          | Senior    |
| 1971 | Austin Carr        | Notre Dame     | Guard          | Senior    |
| 1972 | Bill Walton*       | UCLA           | Center         | Sophomore |
| 1973 | Bill Walton* (2)   | UCLA           | Center         | Junior    |
| 1974 | Bill Walton* (3)   | UCLA           | Center         | Senior    |
| 1975 | David Thompson*    | N.C. State     | Guard          | Junior    |
| 1976 | Scott May          | Indiana        | Forward        | Senior    |
| 1977 | Marques Johnson    | UCLA           | Forward        | Senior    |
| 1978 | Butch Lee          | Marquette      | Guard          | Senior    |
| 1979 | Larry Bird*        | Indiana State  | Forward        | Senior    |
| 1980 | Mark Aguirre       | DePaul         | Forward        | Sophomore |
| 1981 | Ralph Sampson      | Virginia       | Center         | Sophomore |
| 1982 | Ralph Sampson (2)  | Virginia       | Center         | Junior    |
| 1983 | Ralph Sampson (3)  | Virginia       | Center         | Senior    |
| 1984 | Michael Jordan*    | North Carolina | Guard          | Junior    |
| 1985 | Patrick Ewing      | Georgetown     | Center         | Senior    |
| 1986 | Johnny Dawkins     | Duke           | Guard          | Senior    |
| 1987 | David Robinson*    | Navy           | Center         | Senior    |
| 1988 | Danny Manning      | Kansas         | Forward        | Senior    |
| 1989 | Danny Ferry        | Duke           | Forward        | Senior    |
| 1990 | Lionel Simmons     | La Salle       | Forward        | Senior    |
| 1991 | Larry Johnson      | UNLV           | Forward        | Senior    |
| 1992 | Christian Laettner | Duke           | Forward        | Senior    |
| 1993 | Calbert Cheaney    | Indiana        | Guard          | Senior    |
| 1994 | Glenn Robinson     | Purdue         | Forward        | Senior    |
| 1995 | Joe Smith          | Maryland       | Forward        | Sophomore |
| 1996 | Marcus Camby       | Massachusetts  | Center         | Junior    |
| 1997 | Tim Duncan         | Wake Forest    | Center         | Senior    |
| 1998 | Antawn Jamison     | North Carolina | Forward        | Junior    |
| 1999 | Elton Brand        | Duke           | Forward        | Sophomore |
| 2000 | Kenyon Martin      | Cincinnati     | Forward        | Senior    |
| 2001 | Shane Battier      | Duke           | Forward        | Senior    |
| 2002 | Jason Williams     | Duke           | Guard          | Junior    |
| 2003 | T. J. Ford         | Texas          | Guard          | Sophomore |
| 2004 | Jameer Nelson      | Saint Joseph's | Guard          | Senior    |
| 2005 | Andrew Bogut       | Utah           | Center         | Sophomore |
| 2006 | J. J. Redick       | Duke           | Guard          | Senior    |
| 2007 | Kevin Durant       | Texas          | Forward        | Freshman  |
| 2008 | Tyler Hansbrough   | North Carolina | Forward        | Junior    |
| 2009 | Blake Griffin      | Oklahoma       | Forward        | Sophomore |
| 2010 | Evan Turner        | Ohio State     | Guard          | Junior    |
| 2011 | Jimmer Fredette    | Brigham Young  | Guard          | Senior    |
| 2012 | Anthony Davis      | Kentucky       | Center         | Freshman  |
| 2013 | Trey Burke         | Michigan       | Point guard    | Sophomore |
| 2014 | Doug McDermott     | Creighton      | Small forward  | Senior    |
| 2015 | Frank Kaminsky     | Wisconsin      | Power forward  | Senior    |
| 2016 | Buddy Hield        | Oklahoma       | Shooting guard | Senior    |
| 2017 | Frank Mason III    | Kansas         | Point guard    | Senior    |
| 2018 | Jalen Brunson      | Villanova      | Point guard    | Junior    |
| 2019 | Zion Williamson    | Duke           | Power forward  | Freshman  |
| 2020 | Obi Toppin         | Dayton         | Power forward  | Sophomore |
| 2021 | Luka Garza         | Iowa           | Center         | Senior    |
| 2022 | Oscar Tshiebwe     | Kentucky       | Center         | Junior    |
| 2023 | Zach Edey          | Purdue         | Center         | Junior    |
| 2024 | Zach Edey (2)      | Purdue         | Center         | Senior    |

| Ano  | Jogadora               | Universidade   | Posição        | Curso     |
| ---- | ---------------------- | -------------- | -------------- | --------- |
| 1983 | Anne Donovan*          | Old Dominion   | Center         | Senior    |
| 1984 | Cheryl Miller*         | USC            | Forward/Center | Sophomore |
| 1985 | Cheryl Miller* (2)     | USC            | Forward/Center | Junior    |
| 1986 | Cheryl Miller* (3)     | USC            | Forward/Center | Senior    |
| 1987 | Clarissa Davis         | Texas          |                |           |
| 1988 | Sue Wicks              | Rutgers        |                |           |
| 1989 | Clarissa Davis (2)     | Texas          |                |           |
| 1990 | Jennifer Azzi          | Stanford       |                |           |
| 1991 | Dawn Staley            | Virginia       | Point guard    | Junior    |
| 1992 | Dawn Staley (2)        | Virginia       | Point guard    | Senior    |
| 1993 | Sheryl Swoopes*        | Texas Tech     | Guard/Forward  | Senior    |
| 1994 | Lisa Leslie*           | USC            | Center         | Senior    |
| 1995 | Rebecca Lobo*          | UConn          | Center         | Senior    |
| 1996 | Saudia Roundtree       | Georgia        |                |           |
| 1997 | Kate Starbird          | Stanford       |                |           |
| 1998 | Chamique Holdsclaw     | Tennessee      |                |           |
| 1999 | Chamique Holdsclaw (2) | Tennessee      |                |           |
| 2000 | Tamika Catchings       | Tennessee      |                |           |
| 2001 | Ruth Riley             | Notre Dame     | Center         | Senior    |
| 2002 | Sue Bird               | UConn          | Guard          | Senior    |
| 2003 | Diana Taurasi          | UConn          | Guard/Forward  | Junior    |
| 2004 | Diana Taurasi (2)      | UConn          | Guard/Forward  | Senior    |
| 2005 | Seimone Augustus       | LSU            | Guard/Forward  | Junior    |
| 2006 | Seimone Augustus (2)   | LSU            | Guard/Forward  | Senior    |
| 2007 | Lindsey Harding        | Duke           | Point guard    | Senior    |
| 2008 | Candace Parker         | Tennessee      | Forward/Center | Junior    |
| 2009 | Maya Moore             | UConn          | Forward        | Sophomore |
| 2010 | Tina Charles           | UConn          | Center         | Senior    |
| 2011 | Maya Moore (2)         | UConn          | Forward        | Senior    |
| 2012 | Brittney Griner        | Baylor         | Center         | Junior    |
| 2013 | Brittney Griner (2)    | Baylor         | Center         | Senior    |
| 2014 | Breanna Stewart        | UConn          | Small forward  | Sophomore |
| 2015 | Breanna Stewart (2)    | UConn          | Small forward  | Junior    |
| 2016 | Breanna Stewart (3)    | UConn          | Small forward  | Senior    |
| 2017 | Kelsey Plum            | Washington     | Shooting guard | Senior    |
| 2018 | A'ja Wilson            | South Carolina | Power forward  | Senior    |
| 2019 | Megan Gustafson        | Iowa           | Center         | Senior    |
| 2020 | Sabrina Ionescu        | Oregon         | Point guard    | Senior    |
| 2021 | Paige Bueckers         | UConn          | Point guard    | Freshman  |
| 2022 | Aliyah Boston          | South Carolina | Center         | Junior    |
| 2023 | Caitlin Clark          | Iowa           | Point guard    | Junior    |
| 2024 | Caitlin Clark (2)      | Iowa           | Point guard    | Senior    |

- Ao contrário de todos os outros membros do Hall of Fame que ganharam este prêmio, Rebecca Lobo não é consagrada como jogadora. Em vez disso, ela é consagrada como uma contribuidora.